# Championnat de Malte de football 1973-1974
Navigation
Saison précédente Saison suivante
La saison 1973-1974 de First Division Maltaise était la cinquante-neuvième édition de la première division maltaise.
Lors de cette saison, le Floriana FC a tenté de conserver son titre de champion face aux neuf meilleurs clubs maltais lors d'une série de matchs se déroulant sur toute l'année.
Les dix clubs participants au championnat ont été confrontés à deux reprises aux neuf autres.
C'est le La Vallette FC qui a été sacré champion de Malte pour la neuvième fois.
Deux places étaient qualificatives pour les compétitions européennes, la troisième place étant celles du vainqueur du Trophée Rothman 1973-1974.

## Qualifications en coupe d'Europe
À l'issue de la saison, le champion a participé au 1er tour de la Coupe des clubs champions 1974-1975.
Le vainqueur du Trophée Rothman a pris la place pour la Coupe des coupes 1974-1975.
Le deuxième du championnat a pris la place en Coupe UEFA 1974-1975.

## Les dix clubs participants
| Club                | Stade             | Capacité | Ville      |
| ------------------- | ----------------- | -------- | ---------- |
| Birkirkara-Luxol    | Infetti Ground    | 2 000    | Birkirkara |
| Floriana FC         | -                 | -        | Floriana   |
| Gzira United FC     | -                 | -        | Gzira      |
| Hamrun Spartans     | Victor Tedesco    | 6 000    | Hamrun     |
| Paola Hibernians FC | Hibernians Ground | 8 000    | Paola      |
| Marsa FC            | -                 | -        | Marsa      |
| Qormi FC            | -                 | -        | Qormi      |
| Sliema Wanderers FC | Guze Fava Ground  | 4 000    | Sliema     |
| La Vallette FC      | -                 | -        | La Valette |
| Zebbug Rangers FC   | -                 | -        | Zebbug     |

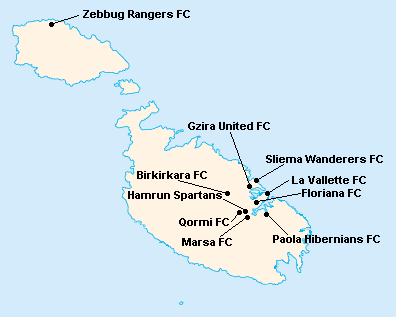
Localisation des clubs engagés dans le championnat.

L'île de Malte étant relativement petite, les clubs évoluent tous au stade National Ta'Qali (17 400 places). Certain cependant ont leur propre enceinte qu'ils peuvent éventuellement utiliser.

## Compétition

### Classement
| Rang | Équipe                  | Pts | J  | G  | N | P | Bp | Bc | Diff |
| ---- | ----------------------- | --- | -- | -- | - | - | -- | -- | ---- |
| 1    | La Vallette FC          | 28  | 18 | 12 | 4 | 2 | 23 | 8  | +15  |
| 2    | Paola Hibernians FC     | 24  | 18 | 10 | 4 | 4 | 21 | 9  | +12  |
| 3    | Floriana FC (T)         | 21  | 18 | 7  | 7 | 4 | 32 | 21 | +11  |
| 4    | Sliema Wanderers FC (C) | 21  | 18 | 8  | 5 | 5 | 25 | 14 | +11  |
| 5    | Zebbug Rangers FC (P)   | 15  | 18 | 4  | 7 | 7 | 8  | 13 | -5   |
| 6    | Marsa FC                | 15  | 18 | 5  | 5 | 8 | 19 | 25 | -6   |
| 7    | Gzira United FC         | 15  | 18 | 5  | 5 | 8 | 16 | 23 | -7   |
| 8    | Birkirkara FC           | 14  | 18 | 3  | 8 | 7 | 12 | 19 | -7   |
| 9    | Qormi FC (P)            | 14  | 18 | 5  | 4 | 9 | 10 | 23 | -13  |
| 10   | Hamrun Spartans         | 13  | 18 | 2  | 9 | 7 | 11 | 22 | -11  |

| Légende : Qualifications et relégations | Légende : Qualifications et relégations                                                     |
| --------------------------------------- | ------------------------------------------------------------------------------------------- |
|                                         | Coupe des clubs champions 1974-1975 (1er Tour)                                              |
|                                         | Coupe des coupes 1974-1975 (1er Tour)                                                       |
|                                         | Coupe UEFA 1974-1975 (1er Tour)                                                             |
|                                         | Relégation en Second Division Maltaise                                                      |
|                                         | (T) : Tenant du titre 1972-1973 (P) : Promu en 1972-1973 (C) : Vainqueur du Trophée Rothman |

## Bilan de la saison
| Tableau d'Honneur       |                     |
| Compétition             | Vainqueur           |
| First Division Maltaise | La Vallette FC      |
| Trophée Rothman         | Sliema Wanderers FC |

| Qualifications européennes 1974-1975 |                     |
| Coupe des clubs champions            | Qualifiés           |
| 1er tour                             | La Vallette FC      |
| Coupe des coupes                     | Qualifiés           |
| 1er tour                             | Sliema Wanderers FC |
| Coupe UEFA                           | Qualifiés           |
| 1er tour                             | Paola Hibernians FC |

| Promotions et relégations            |                          |
| Relégués en Second Division Maltaise | Qormi FC Hamrun Spartans |
| Promus de Second Division Maltaise   | St. George's FC Mosta FC |